# NGC 102

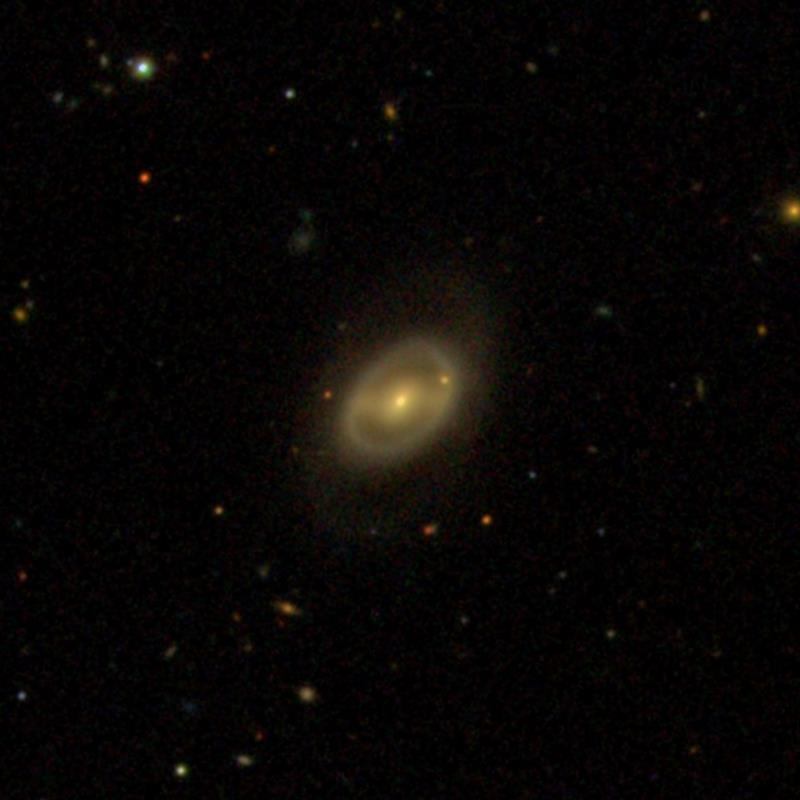
NGC 102

NGC 102(MCG-2-2-11,PGC 1542)是鲸鱼座的一個星系。星等為13.5，赤經為24分36.5秒，赤緯為-13°57'22"。在1886年首次被發現，發現人是天文學家法蘭斯·萊文沃思。NGC 102距银河系約3.3亿光年，跨度约为100,000光年。